# Kreis Tiszakécske
Tiszakécske (ungarisch Tiszakécskei járás) ist ein Kreis im Nordosten des Komitats Bács-Kiskun. Er grenzt an die Komitate Pest, Jász-Nagykun-Szolnok und Csongrád-Csanád. Der Kreis entstand Anfang 2013 aus Teilen der Ende 2012 aufgelösten Kleingebiete (ungarisch kistérség) Kecskemét und Kiskunfélegyháza. Der Verwaltungssitz des Kreises befindet sich in der Stadt Tiszakécske.

## Gemeindeübersicht
| Gemeinde          | Status       | Herkunft Kleingebiet | Einwohnerzahl | Einwohnerzahl | Einwohnerzahl | Fläche     | Bevölkerungs- dichte (Ew./km²) |
| Gemeinde          | Status       | Herkunft Kleingebiet | 01.10.2011    | 01.01.2013    | 01.01.2016    | 01.01.2016 | Bevölkerungs- dichte (Ew./km²) |
| ----------------- | ------------ | -------------------- | ------------- | ------------- | ------------- | ---------- | ------------------------------ |
| Lakitelek         | Großgemeinde | Kecskemét            | 4.449         | 4.466         | 4.406         | 54,66      | 80,6                           |
| Szentkirály       | Gemeinde     | Kecskemét            | 1.911         | 1.921         | 1.876         | 101,89     | 18,4                           |
| Tiszaalpár        | Großgemeinde | Kiskunfélegyháza     | 4.898         | 4.926         | 4.920         | 91,13      | 54,0                           |
| Tiszakécske       | Stadt        | Kecskemét            | 11.430        | 11.553        | 11.743        | 133,27     | 88,1                           |
| Tiszaug           | Gemeinde     | Kecskemét            | 894           | 925           | 913           | 25,04      | 36,5                           |
| Kreis Tiszakécske |              |                      | 23.582        | 23.791        | 23.858        | 405,99     | 58,8                           |